# Паратиреоидный гормон
Па́ратирео́идный гормо́н (пара́тгормо́н, ПТГ, паратирин) — гормон, производимый паращитовидными железами. По химическому строению является одноцепочечным полипептидом, состоящим из 84 аминокислотных остатков, лишённым цистеина, с молекулярной массой около 9 500 дальтон. Образуется в паращитовидных железах из биопредшественника — пропаратгормона (проПТГ), имеющего 6 дополнительных аминокислот на NH2-конце. ПроПТГ синтезируется в гранулярном эндоплазматическом ретикулуме главных клеток паращитовидных желез и в процессе протеолитического расщепления в аппарате Гольджи превращается в ПТГ. Биологическая активность проПТГ существенно ниже активности паратгормона.

## История
Первые успехи в расшифровке структуры, природы, синтеза и основного действия паратгормона достигнуты после 1972 года.

## Физиология
Стимулом для секреции паратгормона в кровь является снижение концентрации катионов кальция в крови. Физиологическое действие паратгормона заключается в угнетении формирования костной ткани посредством влияния на популяцию остеобластов и остеоцитов. Те, в свою очередь, выделяют инсулиноподобный фактор роста 1 и цитокины, стимулирующие метаболизм остеокластов. Активированные остеокласты секретируют щелочную фосфатазу и коллагеназу, что приводит к разрушению костного матрикса.
Паратгормон опосредованно увеличивает канальцевую реабсорбцию катионов кальция, экскрецию фосфатов почками, а также кишечную абсорбцию кальция (путём индукции синтеза кальцитриола). Результатом действия паратгормона является повышение концентрации кальция в плазме крови и снижение содержания кальция в костях (деминерализация костного матрикса), снижение содержания фосфатов в плазме крови.
Биологическое действие паратгормона осуществляется за счёт связывания со специфическими ПТГ-рецепторами на поверхности клеток.